# Prem Tinsulanonda
Prem Tinsulanonda (Tajski jezik: เปรม ติณสูลานนท์) tajlandski vojni časnik, političar i državnik koji je obavljao dužnost premijera Tajlanda od 3. ožujka 1980. do 4. kolovoza 1988. godine